# Louise Lorraine
Louise Lorraine (São Francisco, California, 1 de outubro de 1904 – Nova Iorque, Nova Iorque, 2 de fevereiro de 1981) foi uma atriz de cinema estadunidense, da era do cinema mudo. Ela atuou em 68 filmes entre 1920 e 1932, sendo 11 deles seriados.
Louise pode ser, talvez, mais lembrada por ter sido a terceira atriz a interpretar Jane, a companheira de Tarzan, tendo interpretado a personagem em 1921 no seriado The Adventures of Tarzan.

## Vida e carreira
Nascida Louise Escovar em São Francisco, Califórnia em 1904, seu ingresso no meio cinematográfico foi quase acidental. Um fotógrafo de Los Angeles bateu à porta da casa onde Louise vivia com a mãe viúva e cinco irmãos. Foi Louise, então com 13 anos, que atendeu a porta. O vendedor ficou surpreso com sua aparência e disse a sua mãe que ela deveria fazer filmes, e que ele tinha um contato no Estúdio Ince que poderia fazer isso acontecer. Inicialmente, a mãe de Louise recusou, mas finalmente cedeu.

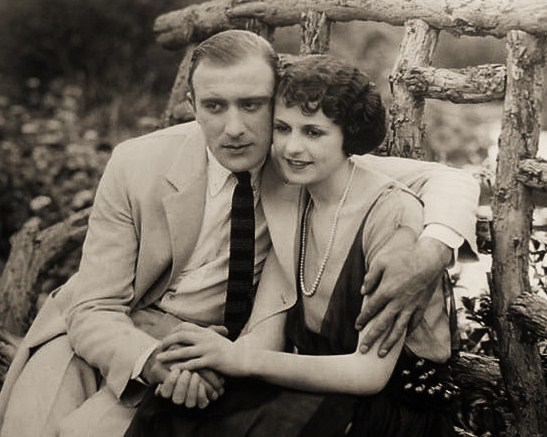
Louise Lorraine e Frank Mayo em “The Altar Stairs” (1922).

Iniciou sua carreira sob o nome Louise Fortune, ao lado do ator cômico chinês Chai Hong conhecido como Chaplin of the Orient. Ela foi mencionada brevemente como a nova protagonista dos filmes de Harold Lloyd, mas ao invés disso, atuou com Elmo Lincoln em Elmo the Fearless (1920), substituindo Grace Cunard, e mudando seu nome para Louise Lorraine. Com isso, nasceu uma nova rainha da ação e a Universal Pictures assinou com ela um contrato de longo prazo. Ela voltou a atuar ao lado de Lincoln The Flaming Disc (1920) e The Adventures of Tarzan (1921), além de desafiar a posição de Allene Ray como a favorita da Américas na categoria “donzela em perigo”.
Tornou-se muito popular em seriados cheio de ação, tais como como The Radio King e With Stanley in Africa, em 1922. Estrelou 11 seriados, além de vários filmes em curta-metragem, e foi selecionada como uma das WAMPAS Baby Stars, em 1922. WAMPAS Baby Stars era uma campanha promocional, patrocinada pela Western Association of Motion Picture Advertisers, que homenageava treze (quatorze em 1932) jovens mulheres cada ano, as quais eles acreditavam estarem  no limiar do estrelato em filmes.
Em 1925, casou-se com o ator Art Acord, e juntos eles deixaram a Universal para estrelar faroestes produzidos pela Truart Studios. Lorraine assinou depois um contrato com a MGM, mas retornou à Universal Pictures para um seriado final, The Lightning Express (1930).
Louise atuou em apenas cinco filmes falados em sua carreira no cinema, incluindo Near the Rainbows End, em 1930, co-estrelado por Bob Steele. Após este filme, retirou-se da indústria do cinema para dedicar seu tempo ao marido e dois filhos. Seu último filme foi Moonlight and Cactus, uma comédia curta dirigida por Roscoe Arbuckle, em 1932.

## Vida pessoal
Louise casou duas vezes. O primeiro casamento foi com o ator Art Acord, em 1925, do qual se divorciou em 1928. o segundo casamento foi com Chester J. Hubbard, casamento que durou até a morte dele, em 1963. Ela teve dois filhos. Morreu em 1981 em Nova Iorque, aos 76 anos, e foi sepultada no Forest Lawn Memorial Park, em Hollywood.

## Filmografia parcial
- Elmo the Fearless (1920), seriado
- The Flaming Disc (1920), seriado
- The Fire Eater (1921)

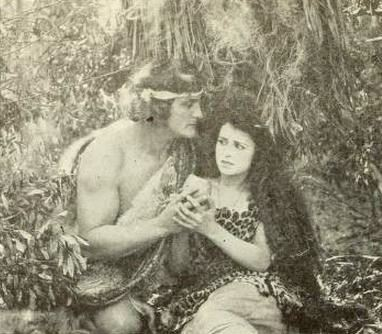
Cena de The Adventures of Tarzan (1921), com Lorraine e Elmo Lincoln.

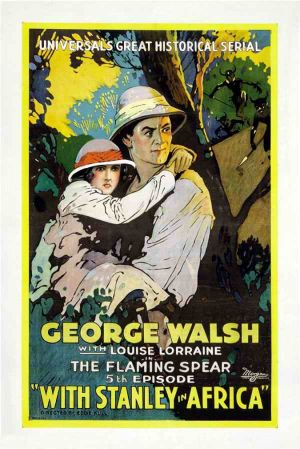
Cartaz do seriado With Stanley in Africa, de 1922, com George Walsh ao lado de Louise Lorraine.

- The Adventures of Tarzan (1921), seriado
- With Stanley in Africa (1922), seriado
- The Radio King (1922), seriado
- The Altar Stairs (1922)
- The Oregon Trail (1923), seriado
- Fighting Blood (1924), seriado
- The Great Circus Mystery (1925), seriado
- The Silent Flyer (1926), seriado
- A Final Reckoning (1928)
- The Wright Idea (1928)
- Shadows of the Night (1928)
- The Diamond Master (1929), seriado
- The Mounted Stranger (1930)
- The Jade Box (1930), seriado
- The Lightning Express (1930), seriado
- Near the Rainbow's End (1930)
- Beyond the Law (1930)
- Moonlight and Cactus (1932) – curta-metragem.